# Vrchoviště

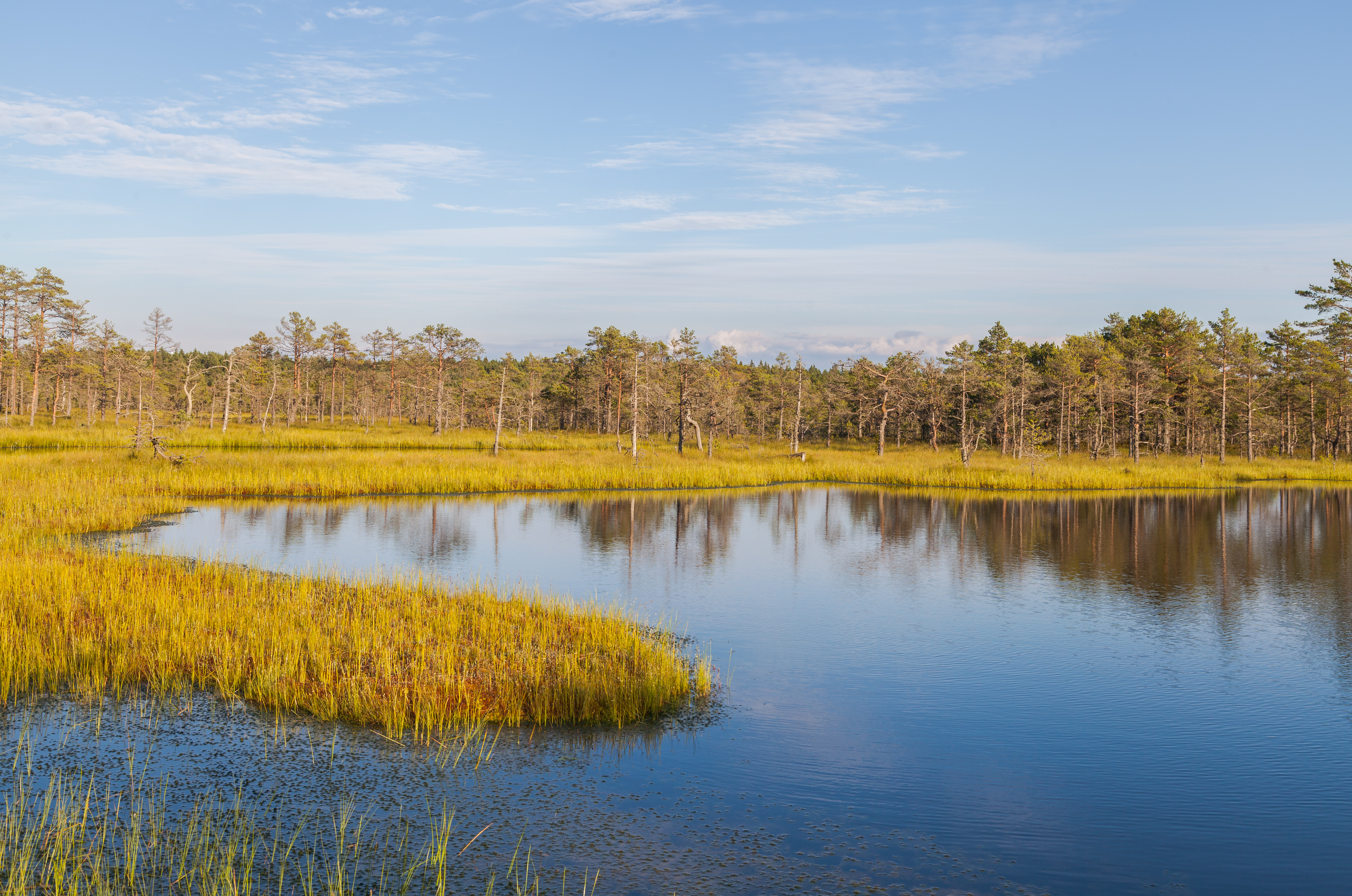
Viru Bog, Estonsko

Vrchoviště je typ rašeliniště, které vzniká za specifických podmínek především v horských oblastech. K nejdůležitějším podmínkám vzniku vrchoviště patří dostatek srážek a nepropustné podloží miskovitého tvaru chudé na živiny a vhodné podmínky pro růst mechů rašeliníků.

## Vznik vrchoviště
Vývoj vrchoviště trvá několik tisíc let. První vznikala s ústupem ledovců po poslední době ledové postupným zarůstáním ledovcových jezer. Z původního miskovitého jezera se postupným dorůstáním rašeliníku vyklenuje nad okolní krajinu vlhká mechová kupa s rašelinnými jezírky – oky.
Vrchoviště vytvářejí především rašeliníky, které neustálým dorůstáním na odumřelých částech vytvářejí postupně z původní misky mechový vrch – odtud pochází i název.

## Klima a životní podmínky
Veškeré živiny putují do vrchoviště srážkovou vodou a vzduchem. Vrchovištní půdy jsou velmi kyselé a udrží se zde jen málo druhů rostlin, které se dokáží vyrovnat s nedostatkem živin. Vrchoviště tak připomíná bezlesou nehostinnou tundru. Značné zásoby vody, kterou uchovávají rašeliníky v odumřelých buňkách, má zásadní vliv na zvýšenou akumulaci tepla a následnou tepelně-klimatickou setrvačnost vrchoviště ve vztahu mezi ročními obdobími i mezi dnem a nocí. Voda zabarvená huminovými kyselinami dohněda poskytuje příznivé životní podmínky řasám Desmidiaceae, které dokáží využít minimální množství živin.

## Rostliny vrchoviště

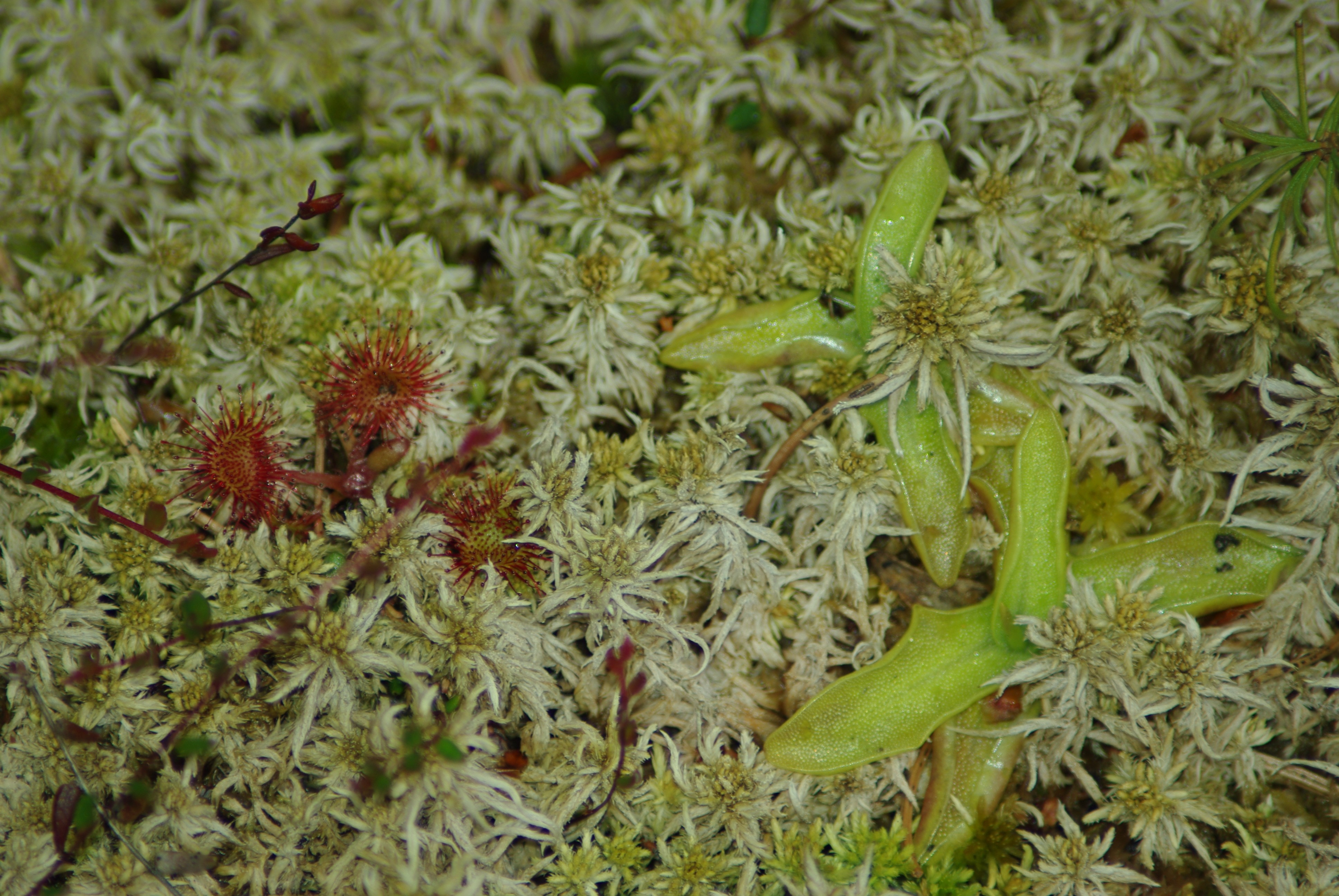
Rosnatka, tučnice a rašeliník – rostliny vrchoviště

Jedná se především o mechy rašeliníky, masožravé rosnatky, bublinatky a tučnice, suchopýry, rojovník bahenní, z dřevin bříza zakrslá, klikva bahenní a různé brusnice. Pokud se udrží další dřeviny, nedorůstají obvyklé velikosti a rostou jen velmi pomalu, až dvacetinou běžné rychlosti růstu. Mezi takovéto patří borovice pyrenejská blatka, která osidluje lemy vrchoviště.

## Živočichové
Živočichové žijící ve vrchovištích jsou především různí členovci – pavouci, sekáči, mravenec rašelinný. Z vyšších živočichů např. čolek horský, hraboš mokřadní, skokan ostronosý. Bobule, které zde dozrávají, lákají ptáky a zvěř.

## Paměť rašeliny
Odumírající stonky rašeliníku se v prostředí bez přístupu kyslíku přetvářejí na rašelinu, která patří k nejmladším fosilním palivům. Vrchoviště uchovává ve svých vrstvách historii rozšíření květeny za celé období své existence. Podle nalezených pylových zrn a dalších mikrofosilií vědci získávají představu o druhovém složení a rozšíření rostlin – především stromů – v minulosti, z čehož lze odvodit klima, které v dané oblasti v minulosti převládalo.